# Пасєчніков Сергій Петрович
Сергій Петрович Пасєчніков (24 вересня 1950, Вільнюс) — український лікар уролог-андролог. Професор кафедри урології Національного медичного університету імені Олександра Богомольця.

## Біографія
Народився 24 вересня 1950 р. в місті Вільнюсі. У 1973 році закінчив Київський медичний інститут. Кандидат медичних наук (1978), Доктор медичних наук (1990), професор.
Завідувач відділу запальних захворювань ДУ «Інститут урології АМН України». Основними напрямами закладу є вивчення проблем та розробка методів діагностики і лікування захворювань нирок, сечовивідних шляхів та чоловічих статевих органів.
Брав активну участь у створенні першої в Україні лабораторії термодіагностики.
З 1993 по 2005 та з 2007 по 2011 — головний позаштатний спеціаліст МОЗ України за фахом "Урологія".
Член правління Асоціації урологів України, вченої ради ДУ «Інститут урології НАМН України», член Європейської та Всесвітньої Асоціацій урологів, входить до складу редакційної ради журналів «Урологія», «Мистецтво лікування», «Здоровье мужчины», "Нирки", "Практикуючий лікар".

## Наукова робота
- підготовив понад 600 наукових праць[1], у тому числі в закордонних виданнях, 10 монографіях, 34 патентах, представлені у вигляді доповідей на численних наукових форумах, конференціях, конгресах Європейської асоціації урологів. За його редакцією у 2013 р. видано перший національний підручник «Урологія»

Серед патентів — 
- «Спосіб лікування гострого пієлонефриту»; співавтори Возіанов Олександр Федорович, Нікітін Олег Дмитрович, Негрійко Анатолій Михайлович, 1998.
- «Спосіб прогнозування несприятливого перебігу гострого необструктивного пієлонефриту у жінок репродуктивного віку», 2016, співавтори Гродзінський Володимир Ігорєвич, Сайдакова Наталія Олександрівна.

Під його керівництвом підготовлено і захищено 26 кандидатських і докторських дисертацій.

## Нагороди
- Подяка Київського міського голови (2001 р.),
- Почесна грамота Київського міського голови (2003 р.)
- Почесна грамота Президії АМН України (2005 р.)
- Почесна грамота МОЗ України (2010 р.)
- Заслужений діяч науки і техніки України (2011 р.)